# Heapham
Heapham – wieś i civil parish w Anglii, w Lincolnshire, w dystrykcie West Lindsey. W 2011 civil parish liczyła 102 mieszkańców. Heapham jest wspomniana w Domesday Book (1086) jako Iopham.